# Русановський Роман Євгенович
Роман Євгенович Русановський (нар. 8 жовтня 1972, Калуш, Івано-Франківська область, УРСР) — радянський та український футболіст, захисник та півзахисник.

## Життєпис
Вихованець СДЮШОР (Калуш) та РШІСП (Київ). У 1990 році розпочав кар'єру в військовій команді «Динамо» (Біла Церква). У 1991 році став гравцем івано-франківського «Прикарпаття», в якому виступав протягом 6 років. З 1992 по 1996 рік за прикарпатців у вищій та першій лігах чемпіонату України зіграв 131 мтч та відзначився 1 голом. Влітку 1996 року виїхав до Росії, де захищав кольори новоросійського «Чорноморця» (Н). У Росії виступав до 1998 року, за цей час у місцевому чемпіонаті відіграв 45 матчів та відзначився 1 голом. У 1999 році повернувся в Україну, де спочатку грав у ФК «Калуш», а на початку 2000 року підписав контракт з маріупольським «Металургом». Через 4 сезони повернувся до рідного івано-франківського «Спартака». Виступав також у фарм-клубі «Спартак-2» (Калуш). На початку 2005 року перейшов в «Енергетик» (Бурштин), в складі якого у віці 33 років завершив кар'єру професіонального футболіста. Також виступав за аматорські клуби «Цементник» Ямниця (2006—2007), «Гал-Вапно-Енергетик» Галич, «Калуш» (2011), «Юність» Верхня (2012—2013).

## Досягнення
- Перша ліга України
  -  Чемпіон (1): 1993